# David Bergelson
David (ou Dovid) Bergelson (דוד בערגעלסאָן) (12 août 1884-12 août 1952) est un écrivain de langue yiddish. Né en Ukraine, il vécut à Berlin (Allemagne), jusqu'à l'arrivée au pouvoir d'Hitler. Il décida alors de retourner en Union soviétique. Il est exécuté pendant la campagne antisémite de Staline contre les cosmopolites sans racine.

## Biographie
Né dans le shtetl ukrainien d'Okhrimovo (aussi dénommé Okhrimovka et maintenant Sarny), près d'Ouman, il se fait tout d'abord connaître comme écrivain dans le sillage de la Révolution ratée de 1905. De famille hassidique, mais ayant reçu une éducation à la fois religieuse et séculaire, la majorité de ses écrits évoquent les histoires d'Anton Tchekhov: des histoires de « jeunes personnes, frustrés, profondément laïques… des intellectuels prétentieux et vains… », frustrés par la vie provinciale du shtetl. Écrivant dans un premier temps en hébreu et en russe, il ne trouvera du succès qu’après être retourné à sa langue maternelle, le yiddish ; son premier livre à succès est  Arum Vokzal (Autour de la gare), une nouvelle, publiée à compte d'auteur en 1909 à Varsovie.
En 1917, il fonde la Jidishe Kultur Lige (Ligue de culture yiddish), mouvement d'avant-garde, à Kiev. Au printemps 1921, il s'installe à Berlin, qui reste son domicile pendant toute la période de la république de Weimar, bien qu'il voyage énormément en Europe et qu'il visite les États-Unis. Selon  J. Hoberman, il était « l’écrivain yiddish russe le plus connu (et certainement le mieux payé) des années 1920 ». Pendant la première moitié des années 1920, il écrit pour The Forward, le journal en langue yiddish de New York.
Son essai Trois Centres (1926) exprime sa conviction que l'Union soviétique — où la langue et la culture yiddish recevaient alors un appui officiel — a éclipsé la culture assimilationniste des États-Unis et a dépassé la Pologne comme futur centre de la littérature yiddish. Il commence à écrire pour la presse yiddish communiste aussi bien de New York (Morgn Frayhayt) que de Moscou (Emes), et retourne en Union soviétique en 1933, au moment où les nazis arrivent au pouvoir en Allemagne.
Il est positivement impressionné par la République autonome juive du Birobidjan, et participe pendant la Seconde Guerre mondiale au Comité antifasciste juif. Cependant comme beaucoup d'autres écrivains juifs, il devient la cible de la campagne antisémite de Staline contre les cosmopolites sans racine.  Il est arrêté en janvier 1949, jugé secrètement et fusillé par un peloton d'exécution dans la nuit du 12 au 13 août 1952, nuit connue sous le nom de « Nuit des poètes assassinés ».
Après la mort de Staline, il est réhabilité à titre posthume et ses œuvres complètes sont publiées en Union soviétique à partir de 1961.

## Ses œuvres
Liste partielle des œuvres de Bergelson :
- Arum Vokzal ("Autour de la gare", nouvelle, 1909)
- Le départ (nouvelle, 1913)
- Nokh Alemen ("Lorsque tout est fini" ou "Une tragédie provinciale")
- In vartunkelte Tsayten, Kiev, 1917 (roman)
- Opgang, Berlin, 1922 (roman)
- Divine Justice (roman, 1925)
- Trois Centres (essai, 1926)
- Stormteg (Jours de tempête), Kiev, (courtes histoires, 1928)
- Baym Dnieper ("Au bord du Dnieper"', roman, 1932)
- Weltaus - Weltein, Varsovie, 1928 (courtes histoires)
- La région autonome juive (pamphlet publié par "The Foreign Languages Publishing House", Moscou)
- Naye Dertseylungen ("Récits nouveaux", histoires de guerre, 1947)

### Traduction en français
- Autour de la gare suivi de David Shur; traduction de Régine Robin; broché; éditeur: L'Âge d'Homme (12 février 1990); collection: Domaine yiddish;  (ISBN 2825124354);  (ISBN 978-2825124352)
- Une tragédie provinciale; traduction de Nadia Déhan-Rothschild et de Régine Robin; relié; 300 pages; éditeur: Liana Levi (4 novembre 2000); collection: Domaine yiddish;  (ISBN 2867462452);   (ISBN 978-2867462450)
- Lorsque tout est fini; traduction de Nadia Déhan-Rothschild et de Régine Robin; broché; 328 pages; éditeur: Liana Levi (4 novembre 2000); collection: Littérature;  (ISBN 2867462452)

### Traduction en anglais
- (en) The Stories of David Bergelson:  Yiddish Short Fiction from Russia (deux courtes histoires et une nouvelle), traduit et introduit par Golda Werman, avant-propos de Aharon Appelfeld. Syracuse: Syracuse University Press, 1996.  (ISBN 0-8156-2712-2).
- (en) Descent, traduit et introduit par Joseph Sherman. Modern Language Association of America: New York, 1999.  (ISBN 0-87352-788-7).
- (en) Shadows of Berlin: the Berlin stories of Dovid Bergelson (sept courtes histoires et un sketch satirique du The Forward), traduit par Joachim Neugroschel. City Lights Books: San Francisco, June 2005.  (ISBN 0-87286-444-8).